# 3241 Yeshuhua
3241 Yeshuhua è un asteroide della fascia principale. Scoperto nel 1978, presenta un'orbita caratterizzata da un semiasse maggiore pari a 3,0458065 UA e da un'eccentricità di 0,1584272, inclinata di 1,64319° rispetto all'eclittica.